# Joe Satriani
Joe "Satch" Satriani (Westbury, New York, 15. srpnja 1956.), američki je gitarist i učitelj sviranja gitare.
S 14 godina počeo je svirati gitaru, a kasnije je postao učitelj gitare. Debitirao je 1986. godine s albumom Not of This Earth i otvorio svjetski put u dominaciji instrumentalne rock i pop glazbe. Inspiriran glazbom Jimia Hendrixa, Jimmyja Pagea i Jeffa Becka, povezuje njihove stilove i usavršava blues i rock ton na gitari. Tvrtka Ibanez godine 1990. izdaje gitaru s njegovim potpisom ,Joe Satriani series (koju i sam koristi), a također tvrtka 'Peavey JSX' izdaje i pojačalo s njegovim potpisom.
Godine 1988. Mick Jagger ga angažira kao glavnog gitaristu na svojoj prvoj solo turneji. Satriani svojom izuzetnom tehnikom privlači pažnju sastava Deep Purple, te 1994. godine postaje njihov prvi gitarist na turneji po Europi i Japanu. Satriani je također svirao s mnogim svjetskim gitaristima, a 1996. godine osniva projekt G3 gdje s njim zajedno sviraju mnogi glazbenici kao što su Steve Vai, John Petrucci, Eric Johnson, Yngwie Malmsteen, Robert Fripp i drugi.

## Životopis i glazbena karijera
Satriani je jedan od tehnički najboljih virtuoza na gitari osamdesetih i devedesetih godina. Rođen u New Yorku ali odgojen na Long Islandu, Satriani s 14 godina dobiva inspiraciju za sviranjem gitare nakon što je čuo Jimia Hendrixa. Prvi put uzima gitaru u ruke 1970. godine i to je početak njegove velike glazbene karijere. Joe Satriani 1974. godine studira s dvojicom velikih majstora modernog jazza, gitaristom Billyem Bauerom i pijanistom i skladateljom Lennijem Tristanom. Tehnički zahtjevan Lenni Tristan uveliko utječe na Satrijanijevo sviranje.
Krajem sedamdesetih i početkom osamdesetih, Satriani je bio učitelj gitare, a među njegovim najpoznatijim učenicima bili su Kirk Hammett (Metallica), David Bryson (Counting Crows), Kevin Cadogan (Third Eye Blind), Larry LaLonde (Primus), Alex Skolnick (Testament), Phil Kettner (Laaz Rockit), Charlie Hunter i Steve Vai. Međutim, istovremeno dok je druge podučavao sviranju i sam je svirao u nekoliko rock sastava.

### 1980.
1984. Satriani za svoju vlastitu diskografsku kuću koju je nazvao po supruzi "Rubina", izdaje svoj nastupni EP, koji je nosio njegovo ime, a na kojem se nalazilo pet pjesama. U godini 1986. izlazi mu prvi kompletni album pod nazivom Not of This Earth. Album je dijelom bio objavljen zahvaljujući i zalagannju Stevea Vaia, koji je kao nova gitarska zvijezda, uveliko hvalio svoga bivšeg učitelja. Zanimljivo je da je Satriani čitavi projekt financirao svojom kreditnom karticom. 1987.g. izdaje svoj drugi album koji se zove Surfing with the Alien. Album je zabilježio veliki uspjeh, postao je platinast s prodajom od preko milijun primjeraka a Satrijanija dovodi na naslovnice velikih časopisa poput 'Guitar Player' ,'Musician' ,'Guitar World' i druge. Mnogo se govorilo kako je Surfing With The Alien ključan trenutak u kojem se vidi Satrianiev fantastičan raspon talenta za skladanje, sviranje i produkciju. Album je imao skladbe različitih ugođaja i sola iznimne dinamike u rasponu od žestokih rokerskih brojeva do jazz improvizacija. Mick Jagger ga godine 1988. angažira za prvog gitaristu na svojoj prvoj solo turneji po Australiji i Novom Zelandu. Iste godine izdaje uživo 'mini-disc' Dreaming No. 11 s četiri pjesme. Skladba "The Crush of Love" jedini je studijski snimak na albumu, ostale tri pjesme, snimljene su za vrijeme turneje Surfing with the Alien. Album postiže zlatnu nakladu i donosi Satrianiu drugu nominaciju za nagradu Grammy. Godine 1989. izdaje album Flying in a Blue Dream. Na njemu se nalazi 18 pjesama i postigao je veliki uspjeh. Po prvi puta se može ćuti i Satrianijev vokal kojeg izvodi na skladbi broj šest "I Believe". Album postiže veliki komercijalni uspjeh i donosi mu treću nominaciju za nagradu "Grammy".
Godine 1992. slijedi album The Extremist. Satriani je u dvije godine pauze intenzivno snimao i skladao. Album po izlasku ostvaruje tržišni uspjeh i privlači veliku pažnju kritičara. Postiže zlatnu nakladu, dolazi na #24 Billboardove top ljestvice i nominiran je za nagradu "Grammy". Na radio stanicama se počinju vrtjeti pjesme poput ,"Summer Song" ,"Cryin", "Friends" i postaju regionalni hitovi. Skladbu "Summer Song", Sony koristi u reklami za 'Walkman', a "Speed Of Light" pojavljuje se u filmu Super Mario Bros. 1993. godine postaje član sastava Deep Purple, a sljedeće 1994. svira s njima na turneji po Japanu.
1996.g. osniva se projekt G3 (kojemu je koncept osmislio Joe Satriani), gdje se na koncertima svira instrumentalna i vokalna rock glazba. Te godine na turneji sudjeluju, Satriani, Vai i Eric Johnson, a zabilježena je na uživo albumu i video zapisu G3: Live in Concert. Joe Satriani i Steve Vai na turnejama koje slijede mijenjaju trećeg gitaristu pa tako s njima na veliko oduševljenje publike sviraju još i Yngwie Malmsteen, John Petrucci, Kenny Wayne Shepherd, Robert Fripp, Patrick Rondat i mnogi drugi. Godine 1998. u prodaju je izašao album Crystal Planet i na njemu Satriani po prvi puta svira na '7-žičnoj' gitari tvrtke 'Ibanez Universe', u skladbi "Ceremony".
2000. godine izdaje eksperimentalni album Engines of Creation gdje većinu pjesama programira na sintisajzeru. Jedina skladba koja nije programirana na računalu zove se, "Until We Say Goodbye" i 2001. godine nominirana je za nagradu Grammy u kategoriji najbolja instrumentalna rock izvedba. Live in San Francisco naziv je albuma u živo koji izlazi 2001. u solo izvedbi Joe Satrianija. Album izlazi kao dvostruko izdanje i na njemu se nalazi 25 skladbi a njihov je producent Joe Satriani.
U koprodukciji s John Cunibertiem i Ericom Caudieuxom godine 2002. izdaje album Strange Beautiful Music. Za Japansko tržište izlaze dvije bonus skladbe "The Eight Steps" i "Slick", koje su kasnije sastavni dio kompilacijskog albuma The Electric Joe Satriani: An Anthology. Drugi kompilacijski album pod nazivom The Electric Joe Satriani: An Anthology izlazi 2003. godine. Kompilacija se sastoji iz vremena 1985. – 2002. i izlazi kao dvostruko CD izdanje na kojem se nalazi trideset skladbi a njihov producent je Satriani. Skladbe "Slick" i "The Eight Steps" mogu se naći kao bonus dodatak na albumu Strange Beautiful Music. 2004.g. objavljuje studijski album Is There Love in Space?, dok 2006. godine u prodaju izlazi instrumentalni rock album naziva Super Colossal. Na njemu se nalazi skladba "Crowd Chant" koja se originalno zove "Party On The Enterprise" i pojavljuje se u poznatom TV serijalu Star Trek. Iste godine izlazi dvostruki uživo album koji se zove Satriani Live!. Album se snima u svibnju na koncertu u Anaheimi, California. Uz CD dolazi i DVD kao bonus dodatak na kojem se nalazi video zapisi s koncerta.
Svojim radom Satriani privlači veliki broj glazbenika i iz drugih glazbenih područja. On kao glazbenik ,skladatelj, producent i instrumentalni rock gitarista ima još puno za pokazati što će njegove obožavatelje uistinu veseliti.

## Ostala djela
Satrianiu se pripisuje sudjelovanje na mnogim albumima. Na Alice Cooperovom albumu Hey Stoopid iz 1991.g. svira gitaru na pet pjesama (Hey Stoopid, Burning Our Bed, Feed My Frankenstein, Little by Little i Wind-Up Toy). Godine 1992. angažira ga grupa Spinal Tap's gdje svira gitaru na pjesmi Break Like the Wind a još davne 1988. sudjeluje na albumu Imaginos grupe Blue Öyster Cult gdje u jednoj pjesmi svira prvu gitaru. Surađuje s članovima banda Stu Hamm i sudjeluje na solo albumu Gregga Bissonetta i još na brojnim drugim albumima.
Godine 2006. izašao je Ian Gillanov solo dvostruki disk Gillan's Inn (CD/DVD) gdje na DVD-u Joe Satriani svira tri pjesme (Unchain Your Brain ,Hang Me Out To Dry i Speed King).

## Tehnika sviranja
Satrianieva tehnika sviranja gitare vrijedna je divljenja i priznata je u cijelom svijetu. Neke od svladanih tehnika su ,tapping ,sweep-picking, volume swells, harmonics, i ekstremni whammy bar efekt. Skalama u solo dionicama pristupa na svoj drugačiji način. Prakticira soliranje na jednoj žici a ne kako to većina radi po čitavoj poziciji. Zato je dobio nadimak 'linear scales'. Satriani spada u kategoriju gitarskog virtuoza kod čega se prvenstveno ističe brzina ,tehnika i čistoća tona. Ima 14 nominacija za nagradu Grammy Awardsa i 10 milijuna prodanih albuma.
Ostali gitaristi ponekad ga zovu 'Svet Joe'.

## Gitara
Satriani svira na gitari koju je proizvela tvrtka Ibanez i to na modelima JS100, JS1000, i JS1200. JS linija gitara je linija s potpisom Edge Pro s Ibanezovim ekskluzivnim tremolo sistemom.
Od pojačala prvo koristi Marshall Amplification a od 2001.g. prelazi na pojačalo s potpisom Peavey JSX.
Popis njegovih efekt pedala je velik a neke od njih su, Dunlop Cry Baby(popularna wah-wah pedala), Digitech Whammy, BOSS DS-1 (distortion pedala), Fulltone Ultimate Octave, i Electro-Harmonix POG.

## Glazbena oprema
Satriani uglavnom koristi 'Ibanez JS' seriju električne gitare i 'Peavey's JSX ' gitarsko pojačalo. Obje linije posebno su dizajnirane s njegovim potpisom i proizvedene su samo za njega. Međutim Satriani koristi i drugu opremu. Mnoge njegove gitare od strane tvrtke 'Ibanez' su modeli 'JS1000' i 'JS1200'. Na tim gitarama se pretežno nalaze  pickupi 'DiMarzio PAF Pro' (koje koristi od 1993. godine), 'DiMarzio Fred' (koje koristi od 1993. pa do danas) i 'Mo' Joe' i 'the Paf Joe' (koje koristi od 2005. godine pa do danas). Gitare s oznakom JS su modeli s njegovim potpisom i sadrže 'Ibanez' u njih ugrađuje ekskluzivne 'Edge Pro' tremola, iako on uglavnom koristi originalne dijelove na svojoj gitari. Ove 'chrome' gitare u prvom redu vezane su uz njegov uživo album Live in San Francisco i DVD pod nazivom Chrome Boy. Satriani također koristi niz drugih JS modela kao što su 'JS double neck' modeli, JS700 (koju koristi na turneji 1995. godine pod nazivom Joe Striani, a sadrži fiksnu kobilicu, P-90 pickupa, a tijelo i vrat gitare napravljeni su od kvalitetnog mahagonija), 'JS600' (s prirodnim tijelom), 'JS1' (izvorni model JS), 'JS2000' (model s fiksnom kobilicom), razne modele 'JS100s', 'JS1000s' i 'JS1200s' s prilagođenim bojama i veliku količinu prototipova JS-ova. Svi modeli sadrže dvostruko zaključavanje kobilice i originalna 'Edge' tremola, ali ne i noviji modeli koji proizvode za prilagodbu korisnika. Joe je također koristio crveni JS 7-žični model gitare, što se može vidjeti na DVD-u iz 2005. godine G3 Live in Tokyo.
Satriani koristi široku paletu gitarskih pojačala tijekom godina, koristeći 'Marshall' kao svoje glavno pojačalo (posebno model LM 6100 u plavoj boji) do 2001. godine, a nakon toga sve češće svira na seriju 'Peavey JSX' koja nosi njegov potpis. JSX je nastao kao prototip 'Peavey XXX' modela, koji se razvija i kasnije dobiva Satrijanijev potpis i sada je dostupan za kupnju u maloprodajnim trgovinama. U studiju za vrijeme snimanja Satrijani je znao koristiti i mnoga druga pojačala. Neki od njih uključuju 'Peavey 5150' (kojeg koristi u skladbi "Crystal Planet") i 'the Mesa/Boogie Mark IIC+' (kojeg koristi u skladbi "Flying in a Blue Dream").
Njegove pedale za izvođenje zvučnih efekata uključuju Vox wah, Dunlop Cry Baby wah, RMC Wizard Wah, Digitech Whammy, BOSS DS-1, BOSS CH-1, BOSS CE-2, BOSS DD-2 i standardni BOSS DD-3 (koje koristi zajedno za izvođenje reverb efekta), BOSS BF-3, BOSS OC-2, Barber Burn Drive Unit, Fulltone Deja Vibe, Fulltone Ultimate Octave i Electro-Harmonix POG i drugu opremu koja se može čuti na njegovom albumu iz 2006. godine Super Colossal.
Iako Satriani najviše podržava JSX pojačala, on također koristi i razna druga pojačala u studiju za vrijeme snimanja, a jedan od njih je i 'Peavey Classic'. Također je poznato da je za vrijeme koncerata koristi Marshallovu glavu i zvučnik, dok nije potpisao ugovor s 'Peaveyem'. Koristio je također JSX glavu s 'Palmer' zvučnicima. Satriani s 'Voxsom' radi na vlastitoj liniji gitarskih pedala na kojima će se nalaziti njegov potpis. Efekt bi trebao imati njegov prepoznatljivi zaštitni znak, ton plus širok raspon novih zvukova, a namijenjen je gitaristima svih stilova i mogućnost sviranja na više razina. Prva distortion pedala s njegovi potpisom pod nazivom "Satchurator", u prodaji bi se trebala pojaviti tijekom 2008. godine.

## Diskografija

### Solo albumi
| Godina | Naziv albuma                                       |
| ------ | -------------------------------------------------- |
| 1986.  | Not of This Earth                                  |
| 1987.  | Surfing with the Alien                             |
| 1988.  | Dreaming #11                                       |
| 1989.  | Flying in a Blue Dream                             |
| 1992.  | The Extremist                                      |
| 1993.  | The Beautiful Guitar                               |
| 1993.  | Time Machine                                       |
| 1995.  | Joe Satriani                                       |
| 1998.  | Crystal Planet                                     |
| 2000.  | Engines of Creation                                |
| 2000.  | Additional Creations                               |
| 2001.  | Live in San Francisco                              |
| 2002.  | Strange Beautiful Music                            |
| 2003.  | The Electric Joe Satriani: An Anthology            |
| 2004.  | Is There Love in Space?                            |
| 2006.  | Super Colossal                                     |
| 2006.  | Satriani Live!                                     |
| 2008.  | Professor Satchafunkilus and the Musterion of Rock |

### Projekti s ostalim izvođačima
| Godina | Izvođač                                                         | Naziv albuma                  |
| ------ | --------------------------------------------------------------- | ----------------------------- |
| 1986.  | Greg Kihn                                                       | Love And Rock And Roll        |
| 1987.  | Danny Gottleib                                                  | Aquamarine                    |
| 1989.  | Stuart Hamm                                                     | Radio Free Albemuth           |
| 1997.  | Joe Satriani / Steve Vai / Eric Johnson                         | G3: Live in Concert           |
| 2003.  | Joe Satriani / Steve Vai / Yngwie Malmsteen                     | G3: Rockin' in the Free World |
| 2005.  | Joe Satriani / Steve Vai / John Petrucci                        | G3: Live in Tokyo             |
| 2006.  | Ian Gillan                                                      | Gillan's Inn                  |
| 2007.  | John 5                                                          | The Devil Knows My Name       |
| 2007.  | Dream Theater (samo glas)                                       | Systematic Chaos              |
| 2009.  | Sammy Hagar, Chad Smith, Michael Anthony, nazvani "ChickenFoot" |                               |

Satriani je također skladao mnoge skladbe koje se nalaze u serijalu videoigre 'Nascar' uključujući i NASCAR 06: Total Team Control. Satrianijeva skladba "Summer Song" uključena je u soundtrack za videoigru Gran Turismo 4. "Summer Song" je također uključena i u 'Formulu 1', igra za Sony Playstation, zajedno sa skladbom "Back to Shalla-Bal". "Summer Song" također je bila kratko korištena u spotovima za oglašavanje Pepsia i Sony Walkmana.

## Filantropija
2006. godine Joe Satriani službeno potpisuje za neprofitnu organizaciju 'Little Kids Rock', koja pruža besplatne glazbene instrumente i besplatne sate sviranja za djecu u javnim školama diljem SAD. Satriani je osobno isporučio instrumenate za djecu i zajedno sa Steveom Vaiom postaje počasnim članom organizacije.

## Nagrade i nominacije
Satriani je osvoji najviše nominacija za nagradu 'Grammy', ali niti jednom nije pobijedio u bilo kojoj kategoriji.
| Godina | Album                                  | Kategorija                                       |
| ------ | -------------------------------------- | ------------------------------------------------ |
| 1989.  | Surfing with the Alien                 | 'Grammy' za najbolju instrumentalnu rock izvedbu |
| 1990.  | The Crush of Love                      | 'Grammy' za najbolju instrumentalnu rock izvedbu |
| 1991.  | Flying in a Blue Dream                 | 'Grammy' za najbolju instrumentalnu rock izvedbu |
| 1993.  | The Extremist                          | 'Grammy' za najbolju instrumentalnu rock izvedbu |
| 1994.  | Speed of Light                         | 'Grammy' za najbolju instrumentalnu rock izvedbu |
| 1995.  | All Alone                              | 'Grammy' za najbolju instrumentalnu rock izvedbu |
| 1997.  | (You're) My World                      | 'Grammy' za najbolju instrumentalnu rock izvedbu |
| 1998.  | Summer Song (Live)                     | 'Grammy' za najbolju instrumentalnu rock izvedbu |
| 1999.  | A Train of Angels                      | 'Grammy' za najbolju instrumentalnu rock izvedbu |
| 2001.  | Until We Say Goodbye                   | 'Grammy' za najbolju instrumentalnu rock izvedbu |
| 2002.  | Always With Me, Always With You        | 'Grammy' za najbolju instrumentalnu rock izvedbu |
| 2003.  | Starry Night                           | 'Grammy' za najbolju instrumentalnu rock izvedbu |
| 2006.  | Super Colossal                         | 'Grammy' za najbolju instrumentalnu rock izvedbu |
| 2008.  | Always with Me, Always with You (Live) | 'Grammy' za najbolju instrumentalnu rock izvedbu |

## Vanjske poveznice
- Službena internetska stranica
- SatrianiForum.com - Forum obožavatelja